# Предлагаемые обстоятельства
Предлагаемые обстоятельства — обстоятельства, жизненная ситуация, условия жизни действующего лица театральной постановки или фильма, в которые актёр, в своём воображении, должен себя поместить. Выделяют обстоятельства малого, среднего и большого круга. Обстоятельства малого круга касаются ситуации, происходящей с персонажем в текущий момент (где он находится, с кем разговаривает, что ему нужно от собеседника и т. д.). Обстоятельства среднего круга касаются его общей жизненной ситуации (его пол, возраст, семейная ситуация, социальный статус, окружение и т. д.). Обстоятельства большого круга касаются общей ситуации окружения персонажа (город, страна, исторический период, политическая ситуация в стране и мире и т. д.). Термин «предлагаемые обстоятельства» крайне важен для актёрского творчества. Предлагаемые обстоятельства — это побудители действий персонажа. Персонаж действует тем или иным образом, исходя из предлагаемых обстоятельств. Анализ обстоятельств жизни персонажа — важнейшая задача актёра и режиссёра при работе над ролью.
«Это фабула пьесы, её факты, события, эпоха, время и место действия, условия жизни, наше актёрское и режиссёрское понимание пьесы, добавления к ней от себя, мизансцены, постановка, декорации и костюмы художника, бутафория, освещение, шумы и звуки, и прочее и прочее, что предлагается актёрам принять во внимание при их творчестве».
Термин активно использовался Константином Станиславским и его учениками. В настоящее время широко используется актёрами, режиссёрами и театральными педагогами.